# Misja kanoniczna
Misja kanoniczna (łac. missio canonica) – uprawnienie wydane konkretnej osobie do udziału w nauczającym, uświęcającym i pasterskim zadaniu Kościoła. W nauczaniu soboru watykańskiego II oznacza powierzenie pewnych funkcji w Kościele świeckim.

## Podstawy prawne
W kodeksie prawa kanonicznego z 1917 urząd kościelny wiązał się z udziałem w hierarchii Kościoła. Soborowy dekret Presbyterorum ordinis odszedł od takiego rozumienia, określając funkcję kościelną jako „każdy obowiązek powierzany na sposób stały celem realizowania duchowego dobra” (PO 20). To spowodowało, że nowy kodeks prawa kanonicznego uwzględnił powierzenie odpowiednio przygotowanym świeckim pewnych funkcji w Kościele. Powierzenie takie polega na włączeniu do urzędów kościelnych (officia ecclesiastica) i zadań (munera), które według przepisów świeccy mogą wypełnić (kan. 228).

## Misja kanoniczna do wykładania na uczelniach wyższych
Kan. 812 stanowi, iż „we wszystkich wyższych instytutach nauczyciele przedmiotów teologicznych muszą mieć zlecenie (mandatum) kompetentnej władzy kościelnej”. Mandatum nie jest udzieleniem jakiegoś szczególnego prawa, a publicznym zaświadczeniem o wspólnocie nauczyciela z Kościołem oraz zgodności jego doktryny z doktryną Urzędu Nauczycielskiego. 
Konstytucja apostolska Sapientia christiana (1979) nakazuje, aby wykładowcy przedmiotów teologicznych na uniwersytetach kościelnych otrzymali misję kanoniczną od Wielkiego Kanclerza lub jego delegata, co winno być poprzedzone wyznaniem wiary.

## Misja kanoniczna do nauczania religii w szkołach
Misja kanoniczna może oznaczać również wydane przez odpowiednią władzę kościelną skierowanie imienne do nauczania religii w konkretnej szkole. Możliwość udzielania misji gwarantuje, iż nauczyciel naucza zasad wiary zgodnie z doktryną kościelną. W Polsce wymóg uzyskania misji kanonicznej reguluje konkordat (art. 12 ust. 3).

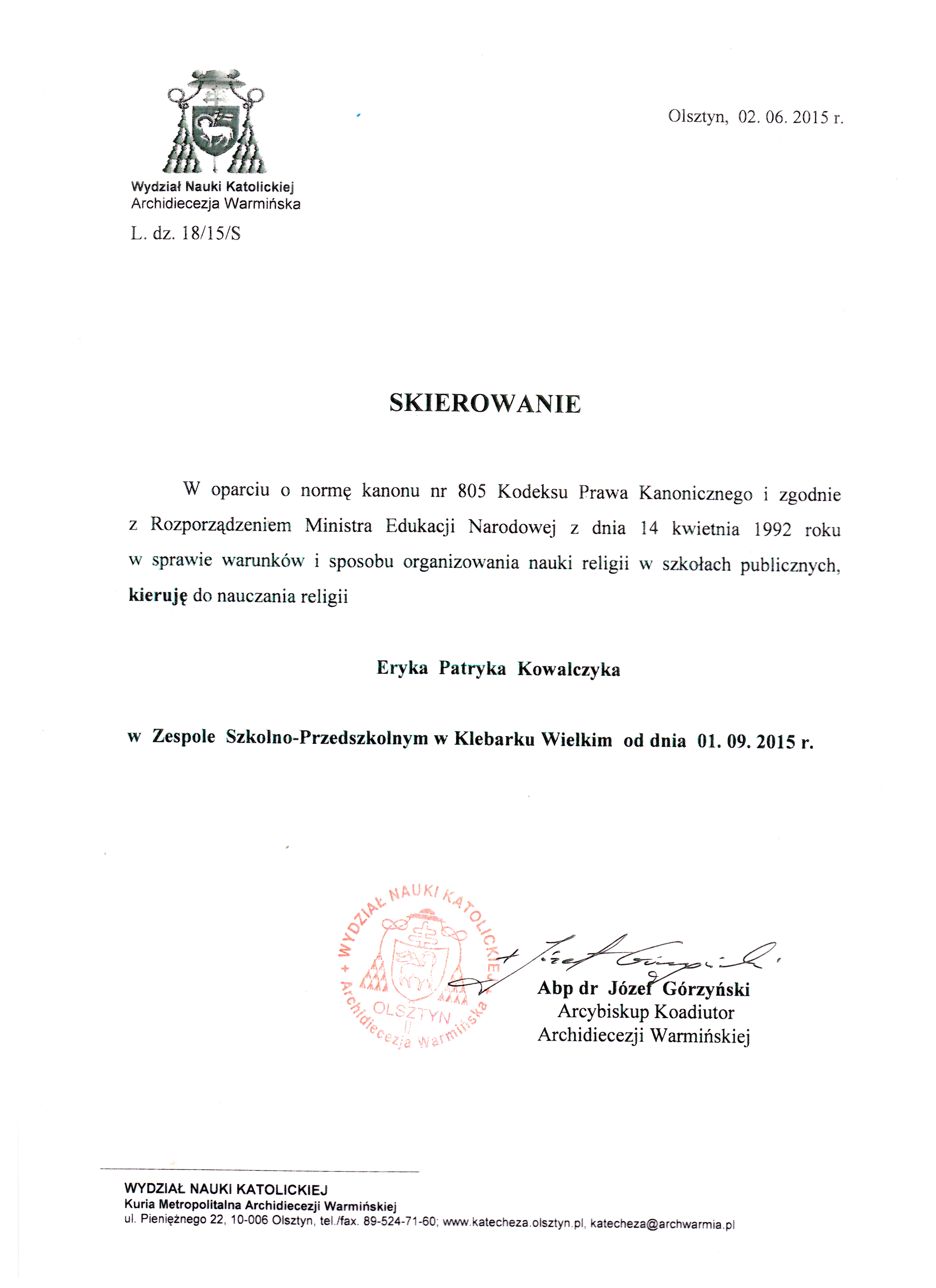
Misja kanoniczna - imienne skierowanie katechety

Na mocy kan. 805 kodeksu prawa kanonicznego misję kanoniczną wydaje ordynariusz miejsca. Ordynariusz udziela misji na czas określony bądź nieokreślony. Misja kanoniczna może zostać utracona po wygaśnięciu jej terminu albo poprzez jej cofnięcie przez władzę kościelną i wiąże się z rozwiązaniem stosunku pracy między katechetą a dyrektorem szkoły. Cofnięcie misji kanonicznej jest możliwe wówczas, kiedy nauczyciel popełnił czyn naganny z punktu widzenia dyscypliny szkolnej albo gdy takiego czynu nie popełnił, ale jego nauczanie jest niezgodne z doktryną Kościoła lub postępuje on niezgodnie z moralnością chrześcijańską.